# ليزلي جيمس إليس
ليزلي جيمس إليس (بالإنجليزية: Leslie James Ellis)‏ هو فارس نيوزيلندي، ولد في 24 نوفمبر 1910 في Nightcaps, New Zealand ‏ في نيوزيلندا، وتوفي في 30 مارس 1971.